# سوتو (بازیکن فوتبال)
سوتو (انگلیسی: Sota؛ زادهٔ ۱ ژوئن ۱۹۸۷) بازیکن فوتبال اهل اسپانیا است.
از باشگاه‌هایی که در آن بازی کرده‌است می‌توان به باشگاه فوتبال لوکوموتیو صوفیه اشاره کرد.